# El monjo negre
Lo monjo negre (El monjo negre, en català normatiu) és una llegenda tràgica tradicional en tres actes i en vers, original de Frederic Soler, estrenada per primera vegada pel Teatre Català, instal·lat al Teatre Romea de Barcelona, la nit del 28 de novembre de 1889. L'acció té lloc l'any 1340 al convent de Sant Francesc de Friburg (1r i 2n acte) i a Anglaterra (3r acte).

## Repartiment de l'estrena
- Emma de Glescher: Mercè Abella.
- Marta: Anna Monner.
- Fra Berthold Schwartz: Teodor Bonaplata.
- El Pare prior: Jaume Martí.
- El Pare guardià: Ramon Valls.
- El Llec Benjamí: Joaquim Pinós.
- El príncep Rodolf: Jaume Virgili.
- El capità Waster: Vicent Daroqui.
- Noble 1r: Ernest Fernández.
- Noble 2n: Josep Casanovas.
- El Patge Ernest: Josep Brial.
- Frares, escolans, criats i criades, nobles, poble.